# Jahnsportforum
Das Jahnsportforum ist eine Arena in der Stadt Neubrandenburg in Mecklenburg-Vorpommern, die für Sportereignisse, Training und Wettkämpfe sowie Shows, Konzerte und andere Kulturveranstaltungen genutzt wird. So war die Multifunktionshalle unter anderem Schauplatz von mehreren Box-Weltmeisterkämpfen.
Es wurde 1996 eröffnet und ist im Kulturpark in unmittelbarer Nähe zum Tollensesee gelegen. Je nach Veranstaltung ist für bis zu 5.000 Besucher Platz. Das Jahnsportforum bildet mit dem Jahnstadion und dem Ligaplatz am Jahnstadion einen Sportkomplex, der viele Sportarten bündelt und auch zahlreiche Nutzungen abseits des Sports ermöglicht. In der Nachbarschaft befindet sich zudem das Sportgymnasium, eine vom DOSB anerkannte Eliteschule des Sports.

## Aufteilung
Es gibt eine Leichtathletikhalle mit 3.800 m² 
- flexible Ballsportfelder
- 4× 200 m Rundbahn (höhenverstellbare Kurven)
- 8× 60 m Sprintbahn
- 6× 100 m Sprintbahn
- Weit-, Hoch- und Stabhochsprunganlagen
- ausziehbare Traversen
- Elektroakustische Anlage mit Ampeln in der Halle

Eine Sportspielhalle
- 1.032 m² separate Sporthalle
- flexible Ballsportfelder
- Elektroakustische Anlage

Eine Trainingshalle für Wurf- und Stoßdisziplinen mit 538,5 m².
Des Weiteren sind vier verschiedenartig ausgerüstete Krafttrainingsräume, ein Restaurant, ein Tagungsraum, Büroräume, Umkleidekabinen, eine Sauna und Parkplätze vorhanden.